# Фирлей, Николай (воевода краковский)
Николай Фирлей (ум. 1599/1601) — государственный деятель Речи Посполитой, каштелян бецкий и референдарий великий коронный (с 1576 года), воевода краковский (1589—1601), староста казимирский, ленчицкий, пилзеньский, ново-корчинский, вольбромский и люблинский.

## Биография
Представитель польского магнатского рода Фирлеев герба «Леварт». Сын маршалка великого коронного и воеводы краковского Яна Фирлея (1521—1574) и Софии Бонер. Братья — каштелян радомский Анджей Фирлей (? — 1609), подскарбий великий коронный Ян Фирлей (ум. 1619), воевода любельский Пётр Фирлей (? — 1619) и примас Польши Генрик Фирлей (1574—1626).
Был воспитан родителями в протестантском духе, но во время заграничного путешествия в 1569 году тайно принял в Риме католическую веру. В Болонии встречался с выдающимся натуралистом Улиссе Альдрованди. После возвращения на родину вместе с профессором Краковского университета Мартином Фоксом сделал много открытий доисторических окаменелостей в Казимеже-Дольном.
В 1570 году Николай Фирлей был избран послом на вальный сейм от Любельского воеводства, а в 1572 году избирается послом от Краковского воеводства. В 1573 году подписал Варшавскую конфедерацию и был избран членом польского посольства, отправленного в Париж, чтобы просить французского принца Генриха Валуа дать своё согласие на избрание его королём Речи Посполитой.
Во время междуцарствия после бегства Генриха Валуа Николай Фирлей поддерживал кандидатуру германского императора Максимилиана Габсбурга на польский королевский престол. Участвовал в посольстве в Вену, где поляки официально предложили Максимилиану польскую корону. Затем перешел на сторону нового польского короля Стефана Батория, который наградил его имениями и чинами. В 1576 году получил должности каштеляна бецкого и референдарий великого коронного.
В 1581 году с разрешения Стефана Батория Николай Фирлей пожаловал магдебургское право своему имению Радомыслю Великому. Был одним из ближайших сподвижников гетмана и канцлера великого коронного Яна Замойского. После элекционного сейма 1587 года Николай Фирлей собрал малопольский шляхетский съезд в Вислице и помог Сигизмунду III Вазе занять Краков. В 1589 году вместе с кардиналом Ежи Радзивиллом возглавил посольство к германскому императору Рудольфу II Габсбургу, чтобы заключить мир. На сейме 1592 года резко выступал против короля Сигизмунда III.

## Семья и дети
Был дважды женат. В 1577 году женился на Эльжбете Лигезе (ум. 1594), от брака с которой имел сына и трех дочерей:
- Николай Фирлей (1578—1635), каштелян бецкий (1615) и войницкий (1618), воевода сандомирский (1633)
- София Фирлей, жена воеводы калишского Яна Гостомского
- Анна Фирлей, муж — каштелян познанский Кшиштоф Tuczycski
- Катаржина Фирлей, жена каштеляна берестейского Лукаша Копца

В 1594 году вторично женился на Агнешке Тенчинской (ок. 1578—1644), дочери воевода краковского Анджея Тенчинского (ок. 1510—1588) и Софии Дембовской (ум. 1588). Дети:
- Ян Фирлей (ум. 1641), староста вольбромский (1616).